# Metapercnia
Metapercnia là một chi bướm đêm thuộc họ Geometridae.